# Fox (sång)
"Fox" är en låt av det svenska punkrockbandet Millencolin. Den finns med på deras fjärde studioalbum Pennybridge Pioneers, men utgavs också som singel den 5 juni 2000. Singeln innehåller även låtarna "Kemp", "Penguins & Polarbears" (live) och "No Cigar" (live).

## Låtlista
CD-versionen
1. "Fox"
2. "Kemp (första versionen)"
3. "Penguins & Polarbears" (live)
4. "No Cigar" (live)

7"-versionen
- Sida A:

1. "Fox"
2. "Kemp"

- Sida B:

1. "Penguins & Polarbears" (live)
2. "No Cigar" (live)